# David J. Thouless
David James Thouless (21. září 1934 Bearsden – 6. dubna 2019 Cambridge) byl americko-britský fyzik, specialista na fyziku kondenzovaných stavů, laureát Nobelovy ceny.
Doktorát získal Thouless na Cornellově univerzitě, jeho práci zde vedl nositel Nobelovy ceny Hans Bethe. Působil jako profesor matematické fyziky na Birminghamské univerzitě, v roce 1980 získal profesorské místo na Washingtonské univerzitě v Seattlu.
Jeho výzkum se týkal supravodivosti nebo vlastností jaderné hmoty.
V roce 1990 získal Wolfovu cenu za fyziku, dále také Diracovu medaili nebo Onsagerovu cenu. V roce 2016 byl oceněn společně s Duncanem Haldanem a Michaelem Kosterlitzem Nobelovou cenou za fyziku za teoretické objevy topologických fázových přechodů a topologických fází hmoty. Byl členem Královské společnosti, Národní akademie věd Spojených států amerických, Americká akademie umění a věd nebo Americké fyzikální společnosti.